# Tuinbreeksteeltje
Het tuinbreeksteeltje (Conocybe juniana) is een schimmel behorend tot de familie Bolbitiaceae. Het leeft saprotroof op humeuze grond in loofbossen, tuinen, wegbermen en graslanden, vooral op basische, voedselrijke bodems.

## Kenmerken

### Uiterlijke kenmerken
Hoed
De hoed heeft een diameter van 1–2 cm. De vorm is bolvormig of kegelvormig, en spreidt zich nooit volledig uit. Hij is hygrofaan; licht okerkleurig als hij droog is, en bruinachtig okerkleurig wanneer hij vochtig is, soms met een licht geribbelde rand. Het oppervlak is glad en eerder mat.
Lamellen
De lamellen zijn aanvankelijk geelbruin en verkleuren snel naar rood. De lamelsnede heeft dezelfde kleur.
Steel
De steel is 3–8 cm lang en 1–2 mm dik. De steel is cilindrisch, met lengteribbels en vaak met een cilindrische, uitstulpende basis tot 4 mm breed. De kleur is dezelfde als de hoed.
Geur en smaak
Het vlees is oranjegeel van kleur en heeft een onduidelijke geur.

### Microscopische kenmerken
De basidia zijn viersporig en meten 19–22 × 8–9 μm. De sporen zijn elliptisch, 8,5–12,0 × 5,0–7,5 µm (gemiddelde Q rond 1,7), eerder dikwandig, glad en vaak met opvallende kiemporen. De cheilocystidia zijn kegelvormig, bolvormig en meten 20–35 × 8–20 × 5–10,5 µm (lengte × breedte op het breedste punt × breedte van de kop). De caulocystidia zijn vergelijkbaar en meten 19–34 × 9–18 μm (met een kop van 5–9,5 μm). Pleurocystidia zijn afwezig.

## Vergelijkbare soorten
Conocybe juniana lijkt op Conocybe rickeniana, maar de sporen zijn duidelijk dikkerwandig, donkerder en over het algemeen iets groter.

## Verspreiding
Het tuinbreeksteeltje komt alleen voor in Europa en Azië, vooral in Europa, waar hij wijdverbreid is van Portugal tot de noordelijke randen van Scandinavië en IJsland, met uitzondering van het zuidoosten van Europa. In Nederland komt het tuinbreeksteeltje vrij zeldzaam voor.